# Rossija (Schiff, 1896)
Die Rossija (Россия, dt.: Russland) war ein 1896 vom Stapel gelaufener Panzerkreuzer der russischen Marine. Sie diente ab 1898 in der Sibirischen Kriegsflottille und gehörte während des Russisch-Japanischen Krieges zum Kreuzergeschwader in Wladiwostok.
Sie kehrte 1906 nach Europa zurück und kam während des Ersten Weltkrieges bei der Baltischen Flotte als Minenleger und dann als Artillerieträger zum Einsatz. 1922 wurde die Rossija abgewrackt.

## Baugeschichte
Die Rossija sollte ursprünglich ein Nachbau des Panzerkreuzers Rurik werden, aber das Marineministerium wünschte eine Verstärkung der Panzerung. So wurde der Entwurf unter Berücksichtigung neuerer Entwicklungen mehrfach überarbeitet. Eine offensichtliche Veränderung war der Verzicht auf eine mögliche Besegelung, wie sie auf der Rurik noch eingeplant war.
Die Rossija wurde auf der Baltischen Werft in Sankt Petersburg gebaut. Die Bauvorbereitung begann im Oktober 1893. Die offizielle Kiellegung erfolgte am 20. Mai 1895 und der Stapellauf am 30. April 1896. Das Schiff war über alles 144,2 m lang, bis zu 20,9 m breit und hatte einen Tiefgang von 8,0 m. Sie verdrängte 12.195 Tonnen und war nur wenig schwerer als geplant ausgefallen. Ihr Unterwasserschiff wurde mit Holz und Kupfer verkleidet, um den Bewuchs zu reduzieren. Sie galt als ein gutes Seeschiff mit angenehmen Rollbewegungen.

### Antrieb
Um ihre Reichweite auszudehnen, erhielt die Rossija eine etwas ungewöhnliche Maschinenanordnung. Je eine große Expansions-Dampfmaschine trieb die beiden äußeren Propeller an, während eine kleine Maschine als Marschmaschine die mittlere Schraube antrieb. Bei voller Geschwindigkeit wurde die Schraube der Marschmaschine ausgekuppelt, während dies bei Marschfahrt umgedreht mit den äußeren Schrauben geschah. Die beiden Hauptmaschinen sollten 14.500 PSi entwickeln, erreichten bei der Probefahrt sogar 15.523 PSi und gaben der Rossija eine Geschwindigkeit von 19,74 kn. Die Marschmaschine entwickelte 2.500 PSi. 32 Wasserrohrkessel vom Typ Belleville erzeugten den Dampf für diese Maschinen. Die Rossija konnte bis zu 2200 Tonnen Kohle bunkern. Dies gab ihr einen Aktionsradius 7740 sm bei 10 kn Marschgeschwindigkeit.

### Bewaffnung
Die Hauptbewaffnung der Rossija bestand aus vier 203-mm-L/45-Geschützen mit Schutzschilden des Modells 1892 vorn und hinten, die auf Schwalbennestern etwas über den nach innen eingezogenen Rumpf hinausragten. Diese Kanonen konnten um 5° nach unten und um 18° nach oben gerichtet werden. Sie verfeuerten 88-kg-Geschosse auf eine Distanz von bis zu 11.000 m.
Die Mittelartillerie bestand aus sechzehn 152-mm-L/45-Kanonen des Modells 1892. Je eine Kanone war direkt im Bug und im Heck montiert. Die 14 übrigen waren im Rumpf in Kasematten aufgestellt. Sie verschossen 42-kg-Geschosse bis zu 11.500 m weit. Dazu kamen zwanzig 47-Millimeter-Hotchkiss-Schnellfeuer-Kanonen und achtzehn 37-mm-Hotchkiss-Kanonen. Darüber hinaus verfügte das Schiff noch über fünf 381-mm-Torpedorohre.

### Panzerung
Die Rossija erhielt die neuartige Panzerung mit Harvey-Nickelstahl, die bei gleichem Widerstandswert eine erhebliche Gewichtseinsparung gegenüber der normalen Stahlpanzerung bedeutete, wie sie noch bei der Rurik verwandt worden war. Ihr Panzergürtel im Bereich der Wasserlinie begann etwa 24 m hinter dem Bug und erstreckte sich bis zum Heck. Er sollte 1,4 m über und 1,2 m unterhalb der Wasserlinie schützen. Im Bereich der Maschinenräume war er 200 mm stark, sonst um 150 mm und am Heck nur noch 127 mm. Auch nahm seine Stärke nach unten bis auf 100 mm ab. Der Panzergürtel wurde nach vorn durch ein 178 mm starkes Panzerschott abgeschlossen.
Das Panzerdeck war 50 mm stark und im Bereich der Maschinen auf 127 mm verstärkt. Vor dem Panzerschott war das Deck mit einer Panzerung von 64 bis 76 mm geschützt. Die Wände des Kommandoturms waren 305 mm stark. 76 mm Panzerung war auch am Beginn der Schornsteinzüge angebracht.

## Einsatzgeschichte
Nach dem Stapellauf wurde die Rossija nach Kronstadt zur Ausrüstung geschleppt. Dabei geriet sie auf eine Sandbank und wurde erst nach einem Monat abgebracht. Sie kam schließlich Ende 1896 in Dienst. Im Winter führte sie ihre Erprobungen von Libau aus weiter und im Juni 1897 nahm sie in Spithead an der Flottenparade zum 60. Thron-Jubiläum Queen Victorias teil. Bis zum Oktober setzte sie ihre Tests in der Ostsee fort, um dann in den Pazifik auszulaufen. Sie erreichte am 10. März 1898 Nagasaki, Japan, und blieb bis zum Beginn des Russisch-Japanischen Krieges im Jahr 1904 im Fernen Osten.

### Russisch-Japanischer Krieg

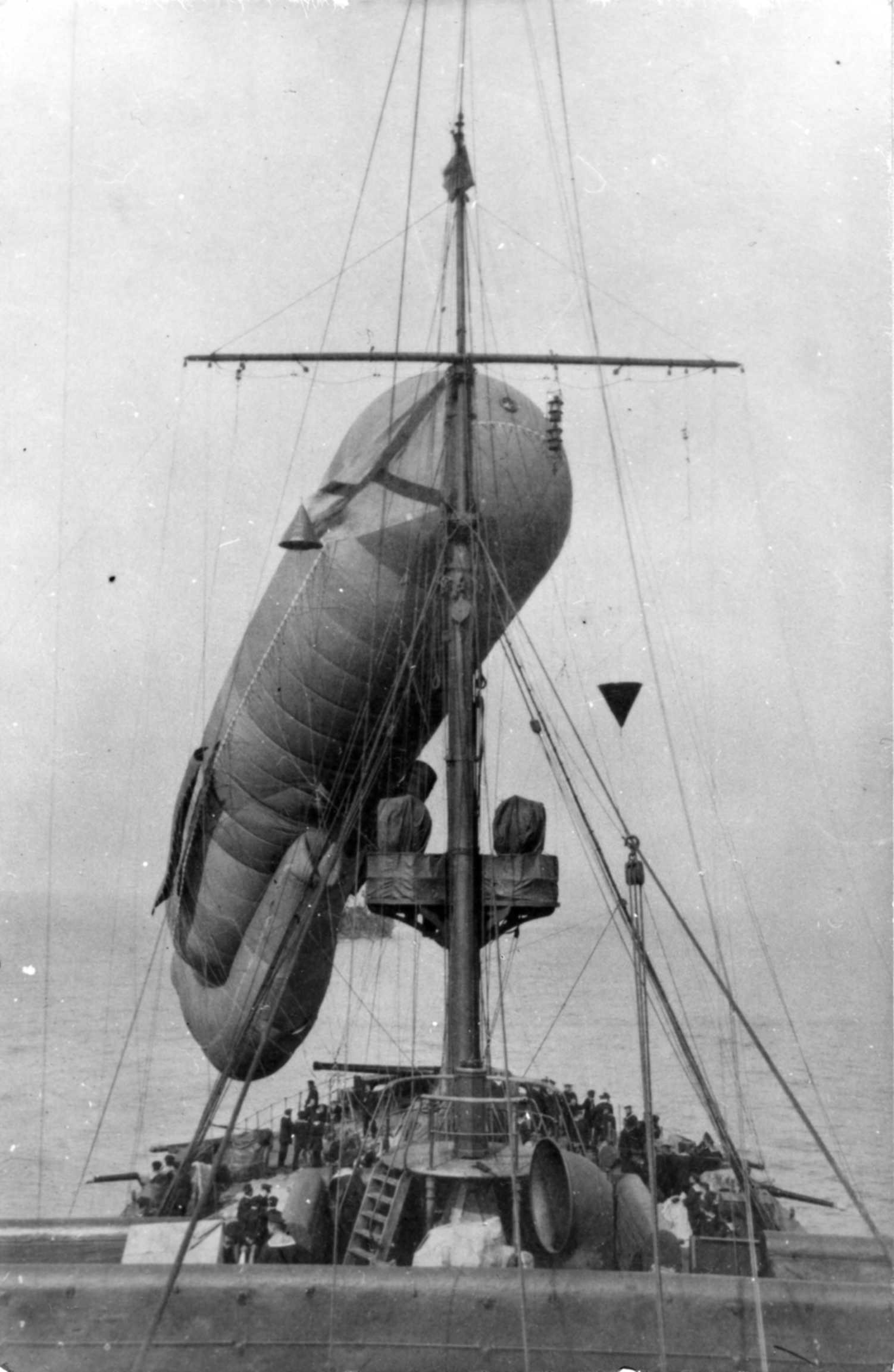
Die Rossija mit Beobachtungsballon

Bei Beginn des Krieges war die Rossija das Flaggschiff des Kreuzergeschwaders in Wladiwostok, dem noch die Panzerkreuzer Gromoboi und die veraltete Rurik sowie der Geschützte Kreuzer Bogatyr angehörten. Das Geschwader machte einige Fahrten, um die japanischen Transporte nach Korea zu stören. Am 15. Juni kam es zum ersten größeren Erfolg, als ein Truppentransporter sowie die Hitachi Maru (6.716 BRT) versenkt wurden, die achtzehn 28-cm-Belagerungsgeschütze transportierte, die gegen Port Arthur eingesetzt werden sollten. Die Hitachi Maru war auf dem Weg von Shimonoseki zur mandschurischen Küste und hatte rund 1.000 Garde-Soldaten und Seeleute an Bord, die eine Kapitulation verweigerten. Nur 152 Menschen überlebten den Untergang. Es war der opferreichste Untergang eines einzelnen japanischen Schiffes während des Russisch-Japanischen Krieges.
Auf einer früheren Fahrt im Mai hatte die Rossija einen Beobachtungsballon an Deck mitgeführt, mit dem es aber nicht gelang, japanischen Schiffsverkehr frühzeitig zu entdecken. Es war der erste Einsatz eines Beobachtungshilfsmittels in der Luft auf hoher See während eines Krieges.
Das Schiff wurde im August 1904 im Seegefecht bei Ulsan als Flaggschiff von Konteradmiral Karl Jessen von den Japanern schwer beschädigt. Nach den Erfolgen des russischen Kreuzergeschwaders im Juni hatte die japanische Marineleitung acht Panzerkreuzer und Geschützte Kreuzer unter Vizeadmiral Kamimura Hikonojo in der Koreastraße stationiert, um weitere Angriffe zu verhindern. Im August sollten die in Wladiwostok liegenden russischen Kreuzer dem aus Port Arthur kommenden Ersten Pazifik-Geschwader bei dessen Ausbruchsversuch entgegenkommen, waren aber nicht marschbereit, als der Befehl dazu am 11. August eintraf, da Admiral Withöft sechs Tage zuvor gemeldet hatte, er bleibe in Port Arthur. Obwohl spät, lief Konteradmiral Jessen am 13. August doch noch mit den drei Panzerkreuzern Rossija, Gromoboi und Rurik aus, da er einen erfolgreichen Durchbruch erwartete, der aber inzwischen in der Seeschlacht im Gelben Meer gescheitert war. Als am Morgen des 14. August, nach mehr als 24 Stunden Fahrt, schon fast auf der Höhe von Pusan kein Zeichen von Withöfts Flotte zu sehen war, befahl Jessen den Rückmarsch nach Wladiwostok.
Während der Nacht war Vizeadmiral Kamimura mit den vier modernen Panzerkreuzern Izumo, Azuma, Tokiwa und Iwate sowie den beiden Geschützten Kreuzern Naniwa und Takachiho in Gegenrichtung an dem russischen Verband vorbeigelaufen, ohne dass dies einer der beiden Seiten aufgefallen war. Auch Kamimura war auf dem Rückmarsch von seiner nächtlichen Patrouille und lief mit direktem Kurs auf die russischen Kreuzer zu. Jessen hatte kaum Kurs auf Wladiwostok aufgenommen, als er die vier japanischen Panzerkreuzer vor sich sah. Seine Lage war sehr schlecht: er war weit entfernt von seiner Basis; überlegene Feindkräfte versperrten ihm den Weg dorthin; am frühen Morgen des klaren Sommertags beleuchtet die aufgehende Sonne seine Schiffe für den Feind. Um 05:20 Uhr am 14. August 1904 begann das Gefecht bei etwa 8 km Entfernung. Dabei wurde die Rurik, das letzte und schwächste Schiff der russischen Formation, von den beiden letzten Schiffen der japanischen Formation beschossen. Die schwer getroffene Rurik verlor fast alle ihre Offiziere und fiel zurück, leistete jedoch weiterhin Widerstand. Die beiden anderen russischen Schiffe machten eine Kehrtwendung, damit die Rurik auf dem Gegenkurs wieder in die Kiellinie einscheren konnte. Kamimura behielt seinen Kurs anfangs bei und vergrößerte dadurch den Abstand zwischen den Kontrahenten wieder.
Die Rurik war nach einem Granateinschlag in ihrer Ruderanlage nicht mehr in der Lage, der Rossija und Gromoboi in der Schlachtordnung zu folgen. Obwohl ihre Lage aussichtslos war, versuchte Jessen, sie zu retten, indem er weiterhin mit ständigen Kurswechseln in ihrer Nähe manövrierte und das gegnerische Feuer auf sich zu ziehen versuchte. Dabei erhielten seine beiden verbliebenen Schiffe zunehmend schwere Treffer. Gegen 08:30 Uhr, als die Lage auf der Rurik hoffnungslos geworden war, wurde sie von ihrer Besatzung selbst versenkt. 204 Seeleute an Bord wurden durch den Beschuss getötet oder ertranken; 625 Mann (davon 305 verwundet) wurden von den Japanern gerettet. Da Jessen keine Möglichkeit sah, die Überlebenden zu retten, drehte er ab und nahm Kurs auf Wladiwostok. Kamimura verfolgte die russischen Kreuzer und erzielte weitere Treffer, aber auch die Iwate und Azuma wurden schwer getroffen. Trotz seiner klaren Überlegenheit und der offensichtlich schwer angeschlagenen Gegner brach Admiral Kamimura möglicherweise wegen Munitionsmangels um 11:15 Uhr die Verfolgung ab und nahm Kurs zurück nach Pusan.
Die Rossija und die Gromoboi erreichten ihren Heimathafen schwer beschädigt. Die Rossija hatte 48 Tote und 165 Verletzte zu beklagen, die Gromoboi 91 Tote und 182 Verletzte. Die hohe Zahl der Verletzten war auf den schlechten Schutz der russischen Geschützmannschaften zurückzuführen. Allerdings hatte der Kommandant der Rossija die Geschützbedienungen auf der nicht kämpfenden Seite immer unter Deck befohlen. Rossija hatte über 28 Treffer erhalten. Über die Hälfte ihrer Geschütze waren außer Gefecht und es hatte zeitweise ein Feuer an Bord gegeben. Ihre Panzerung war allerdings nie durchschlagen worden. Selbst unter den schlechten Reparaturbedingungen von Wladiwostok war sie nach zwei Monaten wieder einsatzbereit. Allerdings wurden sechs 152-mm-Kanonen durch 75-mm-Geschütze ersetzt. Dennoch fand ein weiterer Vorstoß gegen den japanischen Schiffsverkehr nicht mehr statt.

### Zwischen den Kriegen

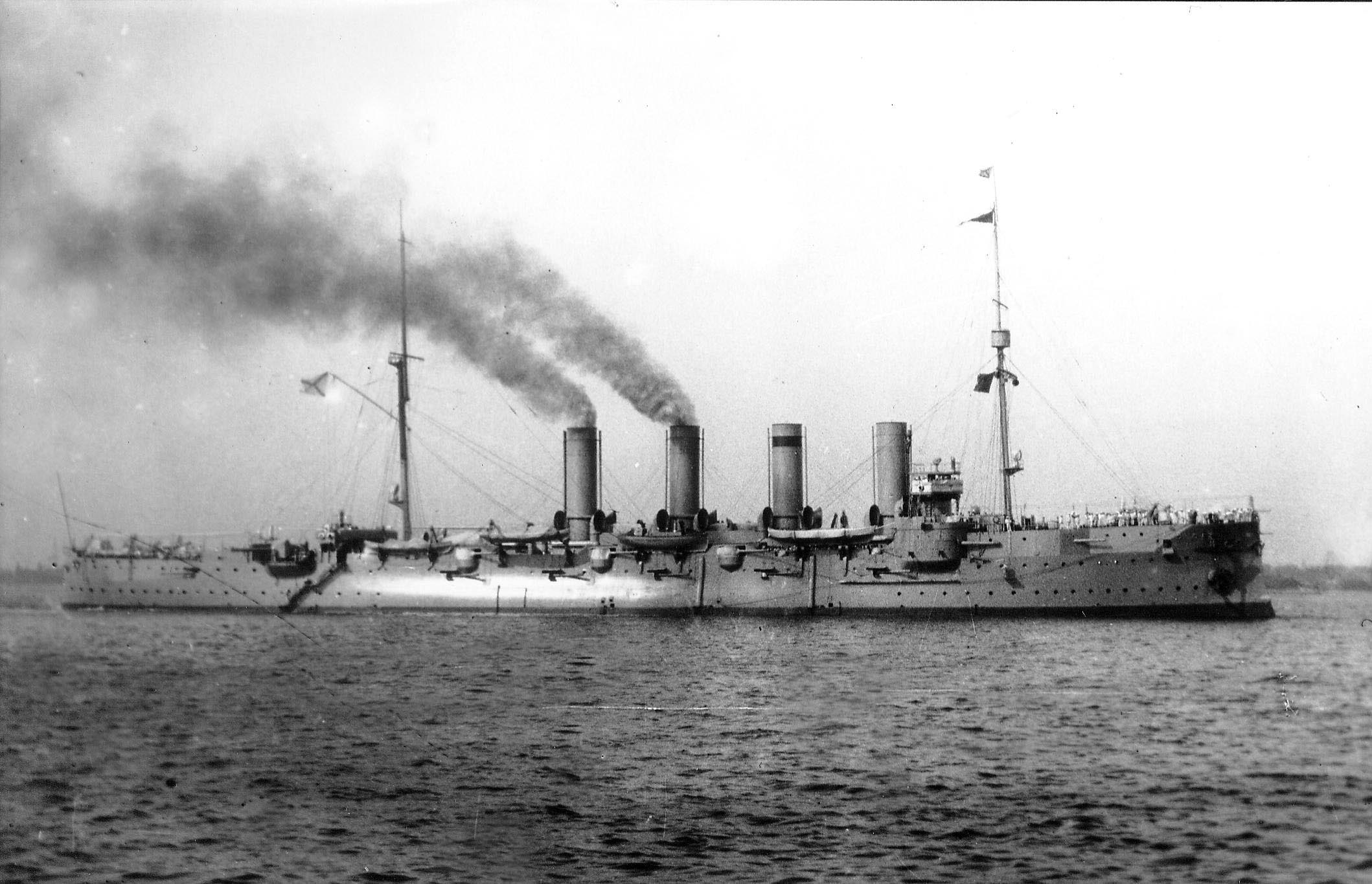
Rossija nach Umbau

Die Rossija kehrte nach dem Krieg in die Ostsee zurück und traf am 8. April 1906 wieder in Kronstadt ein, wo sie bis 1909 modernisiert wurde. Ihre Maschinen und Kessel wurden überholt, der Hauptmast entfernt und die Bewaffnung verändert. Sechs zusätzliche 152-mm-Geschütze wurden in einer leicht gepanzerten Kasematte ein Deck über den bisherigen Breitseitgeschützen in deren Zwischenräumen installiert und dort zuvor installierte 75-mm-Geschütze ausgebaut. Das verdeckt installierte Buggeschütz wurde auf das Vorderdeck gestellt und konnte jetzt auch nach beiden Seiten eingesetzt werden.
Im Rahmen der Krönungsfeierlichkeiten zu Ehren König Georg V. fand im Juni 1911 eine Flottenparade statt, wo Russland durch den überholten Panzerkreuzer Rossija repräsentiert wurde. 
Im September 1912 lief die Rossija aus Kronstadt als Schulschiff für Unteroffiziers-Anwärter zu einer Trainingsreise zu den Kanarischen Inseln und den Jungferninseln aus, im März 1913 kehrte sie in die Ostsee zurück, um zusammen mit den geschützten Kreuzern Aurora und Oleg Kopenhagen zu besuchen. Im September 1913 begann ihre nächste große Ausbildungsreise bis April 1914 zu den Azoren und dann noch ins Mittelmeer. Unter anderem wurde Toulon besucht.

### Erster Weltkrieg
Die Rossija diente im Krieg als Flaggschiff der 2. Kreuzerbrigade der Baltischen Flotte. Sie war zu einem schnellen Minenleger für 100 Minen umgebaut worden. Im Januar 1915 legte sie mit Oleg und Bogatyr Minensperren vor der mecklenburgischen Küste, in welche die deutschen Kleinen Kreuzer Augsburg und Gazelle liefen und erheblich beschädigt wurden. Die Gazelle wurde aufgrund ihres Alters nicht mehr repariert.
Im Oktober 1915 begann in Kronstadt eine erneute Überholung, bei der die Bewaffnung verstärkt wurde. Am Vorschiff wurde ein Deck abgebaut und das Bug- und das Heckgeschütz durch je ein 203-mm-Geschütz ersetzt. Dazu kamen zwei weitere 203-mm-Geschütze an der Seite. Die Breitseite des Kreuzers erhöhte sich damit auf sechs 203-mm-Geschütze bei nur noch sieben 152-mm-Kanonen. Für die Luftabwehr wurden zwei 47-mm-Kanonen und drei Maschinengewehre eingebaut.

## Endschicksal
Die Besatzung der Rossija nahm an den revolutionären Ereignissen 1917 teil und der Kreuzer kam im September 1917 unter sowjetische Kontrolle. Sie nahm im März 1918 am Eismarsch von Helsinki nach Kronstadt teil und wurde kurz nach ihrer Ankunft außer Dienst gestellt. 1919 gab sie einen Teil ihrer 152-mm-Geschütze an die Rote Armee zum Einsatz in Lettland ab. 
Wie viele andere russische Kriegsschiffe wurde sie am 1. Juli 1922 über die Gesellschaft Derumetall nach Deutschland zum Abbruch verkauft. Beim Schlepp nach Deutschland im Oktober 1922 geriet der Kreuzer in einen schweren Sturm und strandete vor Tallinn. Er wurde abgeborgen und schließlich in Kiel abgebrochen.